# Amychodes caerulus
Amychodes caerulus är en insektsart som beskrevs av Karsch 1895. Amychodes caerulus ingår i släktet Amychodes och familjen Eurybrachidae. Inga underarter finns listade i Catalogue of Life.